# Rudolf Luster

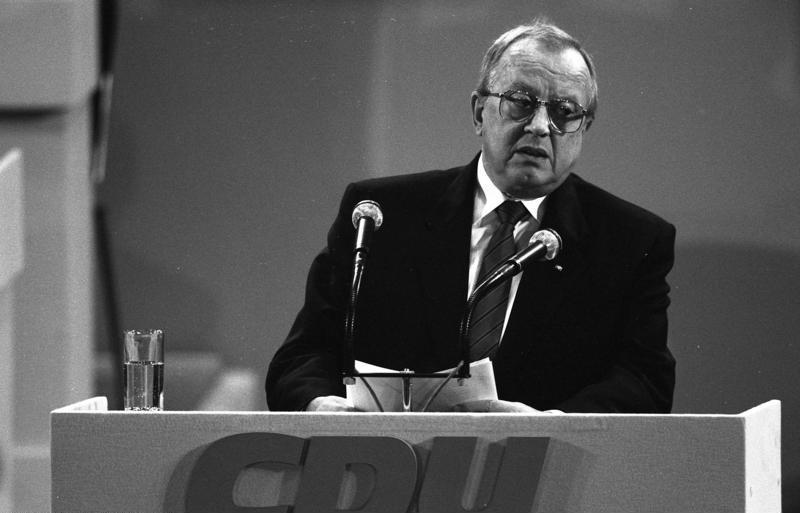
Rudolf Luster beim Bundesparteitag in Bonn, 1987

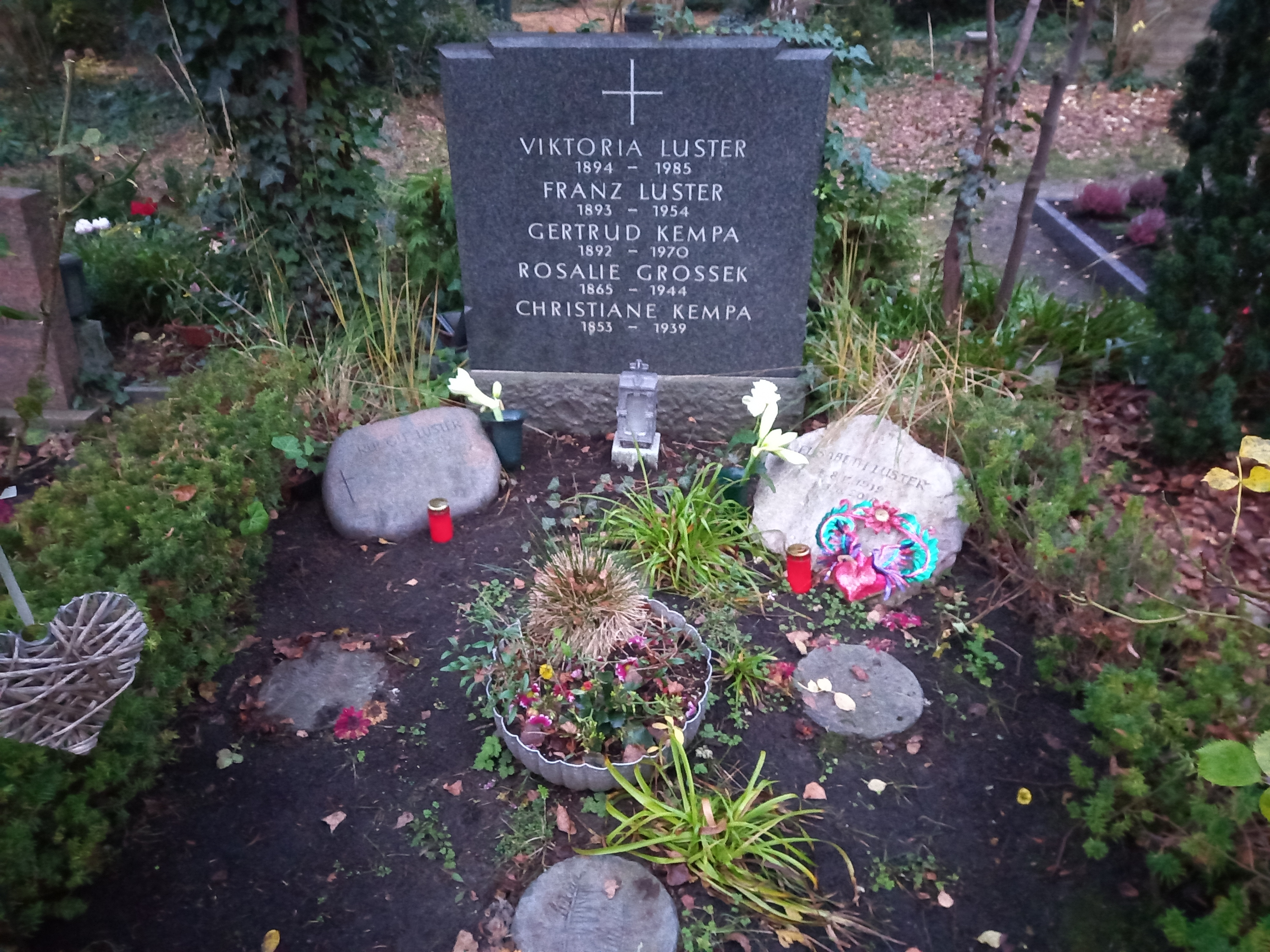
Das Grab von Rudolf Luster (kleiner Stein links) und seiner Ehefrau Elisabeth, geborene Piecyk (kleiner Stein rechts) im Familiengrab auf dem Friedhof der St.-Matthias-Gemeinde (Berlin-Tempelhof)

Rudolf Luster (* 20. Januar 1921 in Berlin-Schöneberg; † 12. Februar 2000 in Berlin) war ein deutscher Jurist und Politiker (CDU).

## Leben
Nach dem Abitur nahm Luster ein Studium der Rechts- und Staatswissenschaften an der Universität Berlin auf, das er mit dem zweiten juristischen Staatsexamen abschloss. 1950 wurde er als Richter an das Berliner Landgericht berufen. Er erhielt 1963 seine Zulassung als Rechtsanwalt und war seit 1970 auch als Notar tätig. Luster trat 1945 in die CDU ein. Er war Mitgründer der Jungen Union Deutschlands und von 1950 bis 1952 Vorsitzender der Jungen Union Berlins. Darüber hinaus war er über mehrere Jahre hinweg Mitglied des Berliner CDU-Landesvorstandes und von 1954 bis 1969 Kreisvorsitzender der CDU Berlin-Steglitz. 1973 wurde er Mitglied des Bundesparteigerichtes der CDU. Er war von 1950 bis 1951 Stadtverordneter in Berlin, amtierte von 1955 bis 1963 als Senatsdirektor beim Berliner Senator für Inneres und gehörte von 1967 bis 1979 dem Abgeordnetenhaus von Berlin an. Von 1976 bis 1980 war er als Vertreter Berlins Mitglied des Deutschen Bundestages. Von 1978 bis 1994 war Luster dann Mitglied des Europäischen Parlamentes.

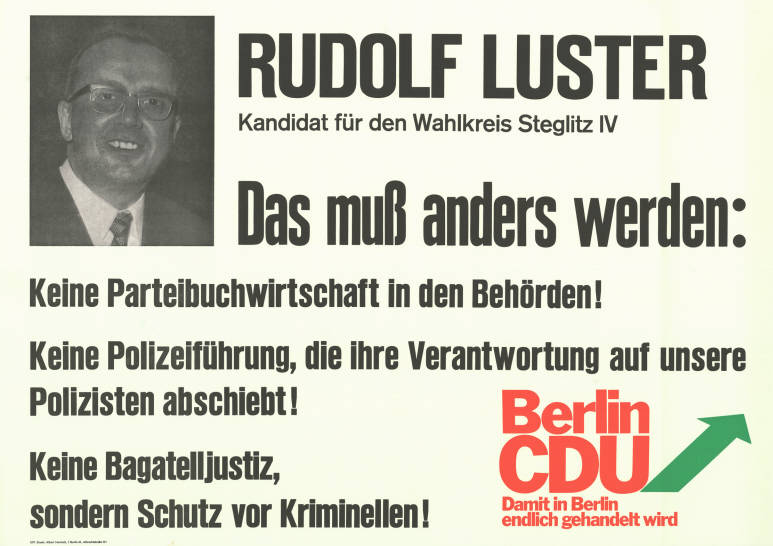
Wahlplakat bei der Abgeordnetenhauswahl 1971

## Ehrungen
- 1968: Bundesverdienstkreuz am Bande
- 1973: Bundesverdienstkreuz 1. Klasse
- 1981: Großes Bundesverdienstkreuz
- 1986: Großes Bundesverdienstkreuz mit Stern

## Weblink
- Rudolf Luster in der Abgeordnetendatenbank des Europäischen Parlaments

| Personendaten    | Personendaten                                        |
| ---------------- | ---------------------------------------------------- |
| NAME             | Luster, Rudolf                                       |
| KURZBESCHREIBUNG | deutscher Jurist und Politiker (CDU), MdA, MdB, MdEP |
| GEBURTSDATUM     | 20. Januar 1921                                      |
| GEBURTSORT       | Berlin-Schöneberg                                    |
| STERBEDATUM      | 12. Februar 2000                                     |
| STERBEORT        | Berlin                                               |